# 墨鳞木属
墨鳞木属（学名：Melanolepis）是大戟科下的一个属，为灌木或乔木植物。该属仅有墨鳞木（Melanolepis multiglandulosa）一种，分布于马来群岛和波利尼西亚。